# Međuvođe
Međuvođe är ett samhälle i Bosnien och Hercegovina.   Det ligger i entiteten Republika Srpska, i den nordvästra delen av landet, 190 km nordväst om huvudstaden Sarajevo. Međuvođe ligger 177 meter över havet och antalet invånare är 334.
Terrängen runt Međuvođe är platt åt nordväst, men åt sydost är den kuperad. Terrängen runt Međuvođe sluttar norrut.Närmaste större samhälle är Prijedor, 15,1 km söder om Međuvođe. 
I omgivningarna runt Međuvođe växer i huvudsak lövfällande lövskog. Runt Međuvođe är det ganska tätbefolkat, med 67 invånare per kvadratkilometer.